# Polianthion
Polianthion là một chi thực vật có hoa thuộc họ Táo (Rhamnaceae).

## Phân bố
Là bản địa Australia, với 3 loài được tìm thấy ở phía tây nam Tây Úc và 1 loài ở phía đông Queensland.

## Các loài
- Polianthion biloculare (A.S.George) Kellermann, 2006
- Polianthion collinum Rye, 2006
- Polianthion minutiflorum (E.M.Ross) K.R.Thiele, 2006
- Polianthion wichurae (Nees ex Reissek) K.R.Thiele, 2006

## Mô tả
Chi này được xác định bởi có hai lá noãn, một lớp lông hình sao rậm đặc trưng trên cả bộ phận sinh dưỡng và bộ phận hoa của cây, các lá kèm rời, hoa có cuống dài và các quả con nứt dọc theo toàn bộ chiều dài của chúng.